# Puccinia geranii-pilosi
Puccinia geranii-pilosi är en svampart som beskrevs av McAlpine 1906. Puccinia geranii-pilosi ingår i släktet Puccinia och familjen Pucciniaceae.   Inga underarter finns listade i Catalogue of Life.